# 救急車 (陸上自衛隊駐屯地用)

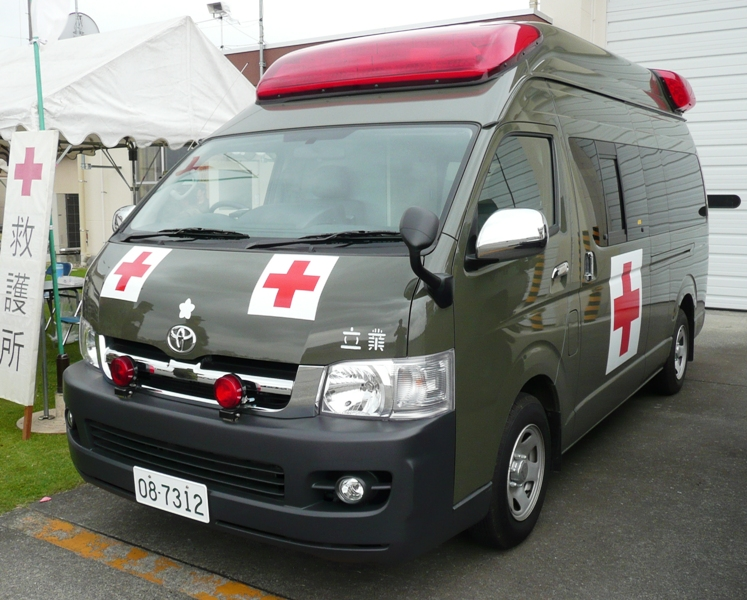
救急車（立川防災航空祭にて　展示品ではなく出動待機中）
前照灯の上の“立業”は「立川駐屯地業務隊」の略表記

救急車（きゅうきゅうしゃ）は、陸上自衛隊の装備の1つ。主に野戦や「災害派遣」などで出動するのは1トン半救急車の方であり、こちらは駐屯地内での傷病者を医務室へ運んだり、駐屯地内では処置できないと判断された場合に、自衛隊病院や一般の病院へ搬送するなどの場合に使用される。運用は駐屯地業務隊が行う。

## 諸元
一般の医療機関などが所有する 2B型救急車と同じ。車体には赤十字標章が大きく表示されている。
待機時（通常時）の車内の主な装備としては、ストレッチャー、酸素ボンベ一式、点滴フック、AED 程度。その他、患者モニターや輸液ポンプ、人工呼吸器 などの医療機器については、搬送する患者の容態に応じて搭載される。消防が運用する高規格救急車と比べると、車内の装備はシンプルなものになっている。

## 特徴

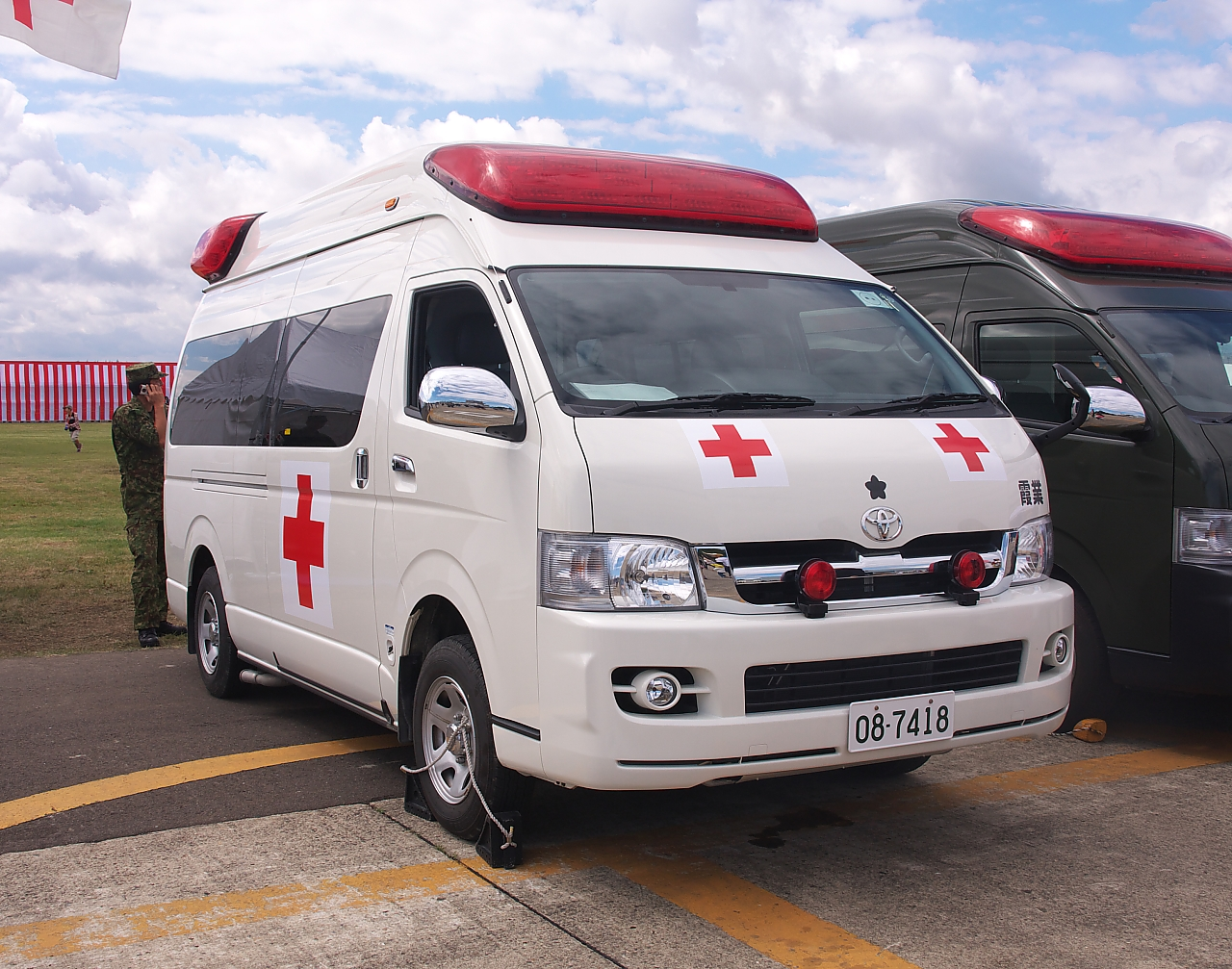
陸上自衛隊　2B型トヨタ救急車（白色）

主に自衛隊病院や、駐屯地外の民間病院への搬送に使用される。駐屯地周辺では業務車、小型トラック、大型トラックに次いで見かける車両である。
- 外観は車体色がOD色[2]である以外は、日産キャラバン救急車(2B型救急車)、トヨタ救急車(2B型救急車)など、民間の救急車と基本的に同じ車両である。
- 保安基準は消防車は赤、消防車以外の緊急自動車は全て白、警察や防衛関係などの緊急車は白以外でもよいと定められている。陸上自衛隊で白を用いるのは基本的に警務だけであるが、最近はオリーブドラブ（OD）色以外に、白色の救急車も各地の駐屯地で導入が進んできている。

- 民間病院が所有する救急車と同様に赤色灯とピーポー音サイレンアンプを装備しており、ジュネーヴ条約に基づき、車体前面、側面、後面、屋根に赤十字標章が描かれている。

（車体正面の左右に赤十字標章が２か所描かれているのは、視野が狭い狙撃スコープで運転手などが狙われた場合でも赤十字標章を容易に視認できるようにするための工夫であるが、安全を保証するものではない。）
- 駐屯地医務室等に1台以上配備されていて、隊員からは親しみを込めて『アンビ』『アンビちゃん』と呼称されている。これは救急車の英語『アンビュランス』から来ているが、自衛隊では拗音の「ュ」が欠けた「アンビランス車」と表記される。

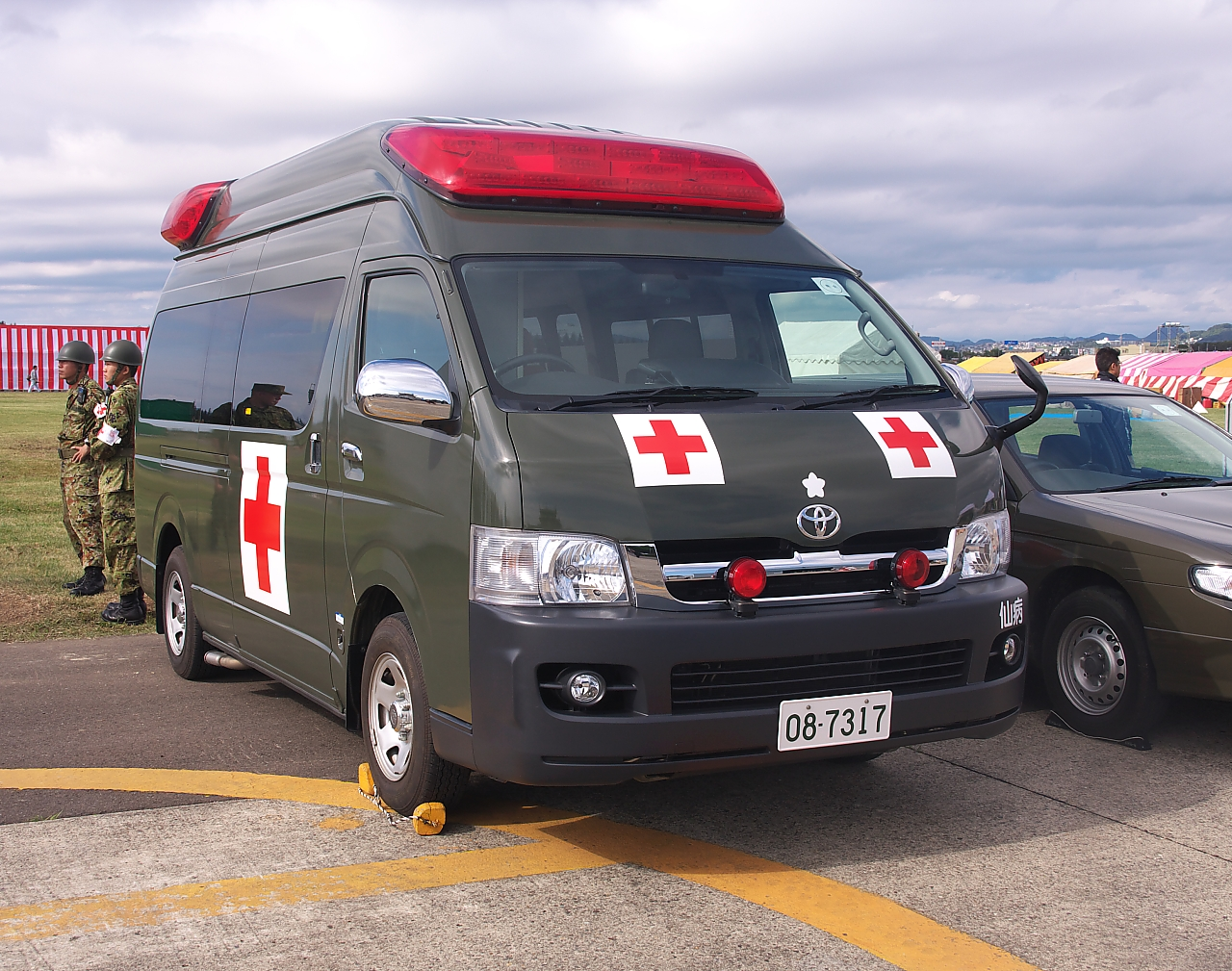
自衛隊仙台病院の2B型救急車

## 製作
- トヨタ自動車
- 日産自動車